# Кивервил (Приморска Сена)
Кивервил (фр. Cuverville) насеље је и општина у северној Француској у региону Горња Нормандија, у департману Приморска Сена која припада префектури Авр.
По подацима из 2011. године у општини је живело 357 становника, а густина насељености је износила 77,95 становника/km². Општина се простире на површини од 4,58 km². Налази се на средњој надморској висини од 99 метара (максималној 130 m, а минималној 32 m).

## Демографија
| 1962. | 1968. | 1975. | 1982. | 1990. | 1999. | 2011. |
| ----- | ----- | ----- | ----- | ----- | ----- | ----- |
| 161   | 169   | 148   | 187   | 231   | 292   | 357   |

График промене броја становника у току последњих година